# 李袁杰
李袁杰（1997年8月19日—），中国大陆男歌手，四川德阳人，代表作品有《离人愁》、《讲真的》、《将军泪》，《大天蓬》等，因盜竊別人原創，銜接自己的歌，因此李袁杰外號李裁縫，被人取笑。

## 简介
2016年参加“希望之星·艺呼百应”校园才艺大赛总决赛，获一等奖。

2018年签约看见音乐(北京)有限公司，同年参加选秀节目《明日之子》第二季，被導師華晨宇质疑缺乏乐理知识，惨遭淘汰。

盜竊別人原創，銜接自己的歌，因此李袁杰外號李裁縫，被人取笑。

## 争议
李袁杰的《离人愁》被指涉嫌抄袭周杰倫《烟花易冷》《红尘客栈》、任然《山外小楼夜听雨》、許嵩《清明雨上》、一棵小蔥《狂浪生》等歌曲，引发争议，還有他的許多歌都有涉嫌抄袭。